# Julius Magg (Politiker)
Julius Magg (* 22. April 1837 in Wien; † 15. November 1914 in Meran, Südtirol) war Advokat und Abgeordneter zum Österreichischen Abgeordnetenhaus.

## Leben
Julius Magg war Sohn des Rechnungsrates Michael Magg († 1845). Von 1845 bis 1853 besuchte er das Akademische und das Piaristengymnasium in Wien. Danach studierte er von 1853 bis 1857 Rechtswissenschaft an der Universität Wien. Im Jahr 1860 promovierte er dort zum Dr. iur. Er wurde Advokaturskonzipient und im Jahr 1869 Advokat in Wien. Von 1865 bis 1873 war er auch Professor für Handels- und Wechselrecht an der Wiener Handelsakademie. Im Jahr 1908 ging er in den Ruhestand. Er war auch von 1905 bis 1910 Mitglied beim Staatsgerichtshof. 1912 übersiedelte er nach Meran.
Im Jahr 1897 war er Obmann-Stellvertreter und von 1898 bis zur behördlichen Auflösung im Jahr 1899 Obmann des Vereins evangelischer Glaubensgenossen A.B. in Wien.
Julius Magg war römisch-katholisch geboren, konvertierte aber im Jahr 1866 zum evangelischen Glauben A. B. Er war ab 1866 verheiratet mit Marianne Porubszky († 1873), mit der er 2 Söhne und eine Tochter hatte, wobei ein Sohn jung gestorben ist. 6 Jahre nach dem Tod seiner Frau heiratete er im Jahr 1878 Paula Wolf, mit der er ebenfalls 2 Söhne und eine Tochter hatte, wobei ein Sohn schon 1909 verstorben ist. Ein Sohn war der Techniker Julius Magg.
Er war von 1871 bis 1896 Mitglied im niederösterreichischen Landtag.

## Politische Funktionen
Julius Magg war von 1876 bis 1891 Abgeordneter des Abgeordnetenhauses im Reichsrat (V., VI. und VII. Legislaturperiode).
In der V. und VI. Legislaturperiode vertrat er für die Steiermark die Wählerklasse Handels- und Gewerbekammer Graz.
In der VII. Legislaturperiode war er für die Steiermark für die Kurie Städte 6 (Leibnitz, Ehrenhausen, Straß, Wildon, St. Georgen, Radkersburg, Mureck, Gnas, Eibiswald, Arnfels, Deutschlandsberg, Schwanberg, St. Florian, Voitsberg, Köflach, Stainz) zuständig.

## Klubmitgliedschaften
Julius Magg war ab 1876 im Fortschrittsklub und ab 1879 im Klub der Vereinigten Fortschrittspartei, bei der er vom 3. Mai bis 19. November 1881 sogar Obmann-Stellvertreter gewesen ist. Ab dem 19. November 1881 war er bei den Vereinigten Linken, ab 1885 beim Deutschösterreichischen Klub, bei dem er Mitglied des Vorstands gewesen ist, dessen Vorsitz monatlich wechselte. Ab dem 6. November 1888 war er bei den deutschfortschrittlichen Vereinigten Deutschen Linken Mitglied des Vorstands.